# 1430
| [ Edytuj tabelę ]                          | |
| Król Polski                                | - 1386 Władysław II Jagiełło 1434 |
| Współksiążęta Andory                       | - 1416 Francesc de Tovia 1436 - 1412 Jan I 1436 |
| Król Anglii                                | - 1422 Henryk VI 1461 |
| Król Aragonii i Walencji, hrabia Barcelony | - 1416 Alfons V Aragoński 1458 |
| Władca Azteków                             | - 1427 Itzcoatl 1440 |
| Elektor Brandenburgii                      | - 1415 Fryderyk I 1440 |
| Książę Bawarii-Ingolstadt                  | - 1413 Ludwik VII Brodaty 1443 |
| Książę Bawarii-Landshut                    | - 1393 Henryk XVI Bogaty 1450 |
| Książę Bawarii-Monachium                   | - 1397 Ernest 1438 |
| Książę Burgundii                           | - 1419 Filip III Dobry 1467 |
| Cesarz Bizancjum                           | - 1425 Jan VIII Paleolog 1448 |
| Sułtan Brunei                              | - 1425 Sharif Ali 1433 |
| Cesarz Chin                                | - 1425 Xuande 1435 |
| Król Cypru                                 | - 1398 Janusz 1432 |
| Król Czech                                 | - 1420 bezkrólewie 1436 |
| Król Danii                                 | - 1396 Eryk Pomorski 1439 |
| Dalajlama                                  | - 1391 Gendun Drup 1474 |
| Władca Egiptu                              | - 1422 Barsbaj 1437 |
| Cesarz Etiopii                             | - 1429 Andrzej 1430 - 1430 Tekle Marjam 1433 |
| Król Francji                               | - 1422 Karol VII 1461 |
| Król Gruzji                                | - 1412 Aleksander 1442 |
| Hrabia Holandii                            | - 1417 Jakobina Bawarska 1433 |
| Władca Inków                               | - 1410 Viracocha 1438 |
| Cesarz Japonii                             | - 1428 Go-Hanazono 1464 |
| Kalif                                      | - 1414 Al-Mu’tadid II 1441 |
| Król Kastylii i Leónu                      | - 1406 Jan II Kastylijski 1454 |
| Patriarcha Konstantynopola                 | - 1416 Józef II 1439 |
| Władca Korei                               | - 1418 Sejong Wielki 1450 |
| Najwyższy książę litewski                  | - 1401 Jagiełło 1434 |
| Wielki książę litewski                     | - 1392 Witold 1430 - 1430 Świdrygiełło 1432 |
| Cesarz Majapahitu                          | - 1429 Suhita 1447 |
| Sułtan Maroka                              | - 1421 Abdulhak II 1465 |
| Książę Mediolanu                           | - 1412 Filip Maria 1447 |
| Wielki książę moskiewski                   | - 1425 Wasyl II Ślepy 1462 |
| Król Nawarry                               | - 1425 Blanka I z Nawarry i Jan II Aragoński 1441 |
| Król Norwegii                              | - 1396 Eryk Pomorski 1442 |
| Sułtan Omanu                               | - 1406 Machzum ibn al-Fallah 1435 |
| Elektor Palatynatu                         | - 1410 Ludwik III 1436 |
| Papież                                     | - 1417 Marcin V 1431 |
| Król Portugalii                            | - 1385 Jan I 1433 |
| Cesarz Rzymski (niemiecki)                 | - 1410 Zygmunt Luksemburski 1437 |
| Kapitanowie Regenci San Marino             | - 1429 Antonio di Simone Belluzzi Giovanni di Pasino Benvegnudi 1430 - 1430 Francesco di Simone Belluzzi Giovanni di Antonio 1430 - 1430 Sante Lunardini Benetino di Paolino 1431 |
| Despota Serbii                             | - 1429 Jerzy I Branković 1456 |
| Elektor Saksonii                           | - 1428 Fryderyk II Łagodny 1464 |
| Król Szkocji                               | - 1406 Jakub I 1437 |
| Król Szwecji                               | - 1396 Eryk XIII Pomorski 1439 |
| Król Tajlandii                             | - 1424 Borommaracha Thirat II 1448 |
| Sułtan Turków                              | - 1421 Murad II 1444 |
| Doża Wenecji                               | - 1423 Francesco Foscari 1457 |
| Król Węgier                                | - 1387 Zygmunt Luksemburski 1437 |
| Cesarz Wietnamu                            | - 1428 Lê Lợi 1433 |
| Wielki mistrz zakonu krzyżackiego          | - 1422 Paul Bellitzer von Russdorff 1441 |

Rok 1430 / MCDXXX
stulecia: XIV wiek ~
XV wiek ~
XVI wiek

lata: 1420 «
1425 «
1426 «
1427 «
1428 «
1429 «
1430
» 1431
» 1432
» 1433
» 1434
» 1435
» 1440

## Wydarzenia w Polsce
- 4 marca – Władysław Jagiełło nadał przywilej jedlneński, później powtórzony w Krakowie, a gwarantujący wolność osobistą szlachty.
- 7 listopada − Ugoda Trocka między Jagiełłą i Świdrygiełłą
- 10 listopada − Kazimierz I oświęcimski nadał Wadowicom dokument lokacyjny.

- Osiek otrzymał prawa miejskie.

## Wydarzenia na świecie
- 10 stycznia – książę Burgundii Filip Dobry założył w Brugii rycerski Zakon Złotego Runa.
- 29 marca – sułtan Murad II zdobył Saloniki.
- 23 maja – wojna stuletnia: Joanna d’Arc została pojmana przez Burgundczyków w trakcie próby wyzwolenia Compiègne.
- 23 kwietnia – rozpoczęła się bitwa pod Trnawą.

## Urodzili się
- 20 stycznia – Johann Ferber, patrycjusz gdański, burmistrz Gdańska (zm. 1501)
- 16 października – Jakub II Stuart, król Szkocji (zm. 1460)

- data dzienna nieznana: 
  - Augustyn Fangi z Biella, włoski dominikanin, błogosławiony katolicki (zm. 1493)
  - Heinrich Kramer, niemiecki inkwizytor (zm. 1505)
  - Zbigniew Oleśnicki, prymas Polski, podkanclerzy koronny (zm. 1493)
  - Bernard Scammacca – włoski dominikanin, błogosławiony katolicki (zm. 1487)

## Zmarli
- 19 lutego – Alwarez z Kordoby, hiszpański dominikanin, błogosławiony (ur. ok. 1360)
- 27 października – Witold Wielki, wielki książę litewski (ur. 1354 lub 1355)
- Andrzej Rublow (ros. Андрей Рублёв), rosyjski mnich, pisarz, malarz ikon (ur. ok. 1360)